# Georg Schwarzl
Georg Schwarzl (* 30. August 1993 in Graz) ist ein österreichischer Politiker (Die Grünen – Die Grüne Alternative) aus der Südsteiermark (Tillmitsch). Der angehende Mediziner war ab dem 17. Dezember 2019 Abgeordneter zum Landtag Steiermark. 

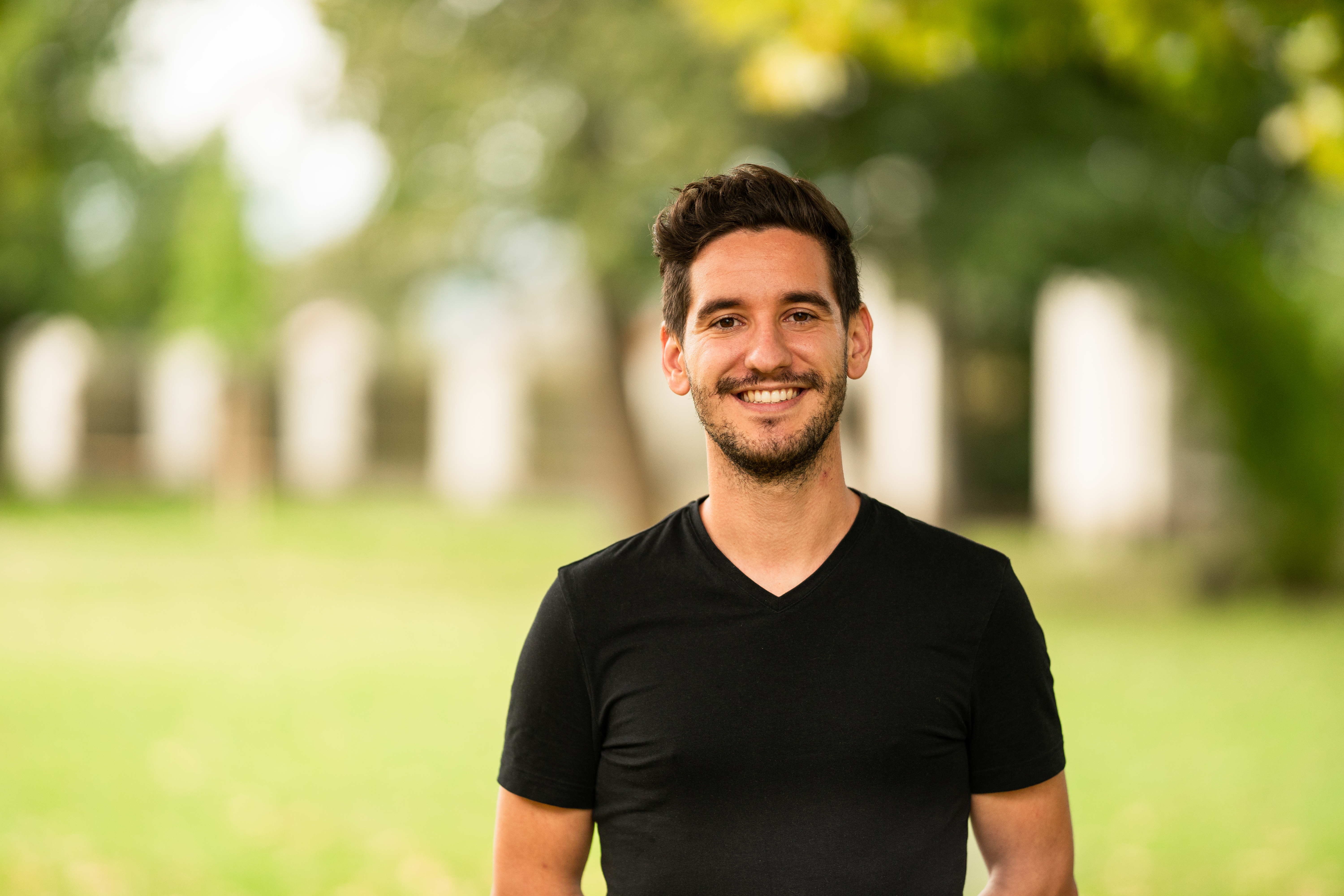
Georg Schwarzl (2019)

## Ausbildung und Beruf
Georg Schwarzl besuchte die HTBLA Kaindorf (Abteilung für Mechatronik am Standort Arnfels) an der er 2012 maturierte. Im Anschluss an den Präsenzdienst in Zeltweg startete er 2013 sein Studium an der Medizinischen Universität Graz, das bis heute andauert.
Während seiner Zeit an der Universität engagierte sich Georg Schwarzl bei der Austrian Medical Students’ Association (AMSA) und der International Federation of Medical Students’ Associations (IFMSA) in verschiedenen Funktionen.
- Präsident der AMSA[3] (2015/16)
- Vize-Präsident für Externes der AMSA[4] (2016/17)
- Finances & Development Assistant for Europe[5] der IFMSA (2017/18)
- Vice-President for Capacity Building[6] der IFMSA (2018/19)

Im Rahmen des Nichtraucherschutz Volksbegehrens „Don’t smoke“ beteiligte er sich als Teil der Austrian Medical Students' Association (AMSA) gemeinsam mit dem Akademischen Fachverein Österreichischer Pharmazeut_innen (AFÖP) an der Initiative „Generation Rauchfrei.“ Im März 2019 war er im Gesundheitsausschuss des Österreichischen Parlaments zum Volksbegehren als Experte geladen.

## Politische Laufbahn
Die ersten Erfahrungen in der Politik machte Schwarzl in der Schülervertretung der HTBLA Kaindorf, bevor er im Schuljahr 2011/12 Teil der Landesschülervertretung Steiermark (LSV Steiermark) wurde. In den darauffolgenden Jahren wurde er zuerst Teil des Landesvorstandes der Schülerunion Steiermark und anschließend Landesobmann im Schuljahr 2013/14.
Aktiv bei den Grünen ist Schwarzl seit Herbst 2018, in der Zeit er auch die Grüne Jugend Steiermark mitbegründete. Bei der vorgezogenen Landtagswahl 2019 kandidierte er auf der Landesliste sowie im Wahlkreis Weststeiermark hinter Sandra Krautwaschl, Lambert Schönleitner und Lara Köck auf dem vierten Listenplatz.
Für die XVIII. Gesetzgebungsperiode war er im Grünen Landtagsklub als Sprecher für Gesundheit, Tierschutz, Jugend und Digitalisierung zuständig.